# Дончо Тодоров
Дончо Тодоров Гайдарджийски или Гайдажиев е български военен и революционер, деец на Вътрешната македоно-одринска революционна организация, преминал по-късно на турска страна.

## Биография
Роден е в 1877 година в село Любенова махала. Старши подофицер от българската армия. Напуска службата и влиза във ВМОРО. През 1904 година е четник в Тетовско, секретар на войводата Никола от Долно Йеловце, а през 1905 година е самостоятелен войвода в Скопско. След това отново става четник в четата на Иван Наумов Алябака. От есента на 1906 до края на 1907 година е войвода в Кичевско и подпомага двамата районни войводи Павел Наумов и Кръстьо Алексов. През лятото на 1907 година заедно с войводата Ефтим Божинов ликвидират няколко турци в Кичевско.
След Хуриета в 1908 година Тодоров минава на страната на Младотурците. Започва да прибира оръжието на кичевските дейци на ВМОРО и оглавява турска потеря. Потерята му се сражава с четата на Михаил Радев Странджата в местността Балтин при село Зашле, Крушовско, като четата губи четника Петко от Журче. На 31 май 1911 година потерята на Тодоров убива от засада прославения войвода Блаже Кръстев Биринчето.
Тодоров участва в Балканската война на турска страна и попада в български плен след падането на Одрин в 1913 година. Амнистиран е и постъпва на българска служба на 3 март 1913 година и служи във 2 и 4 рота на 15 щипска дружина на Македоно-одринското опълчение. Сражава се срещу сръбската армия при Султан тепе през Междусъюзническата война. Награден е с орден „За храброст“ IV степен. Убит е в София в 1913 година от войводата Михаил Странджата, който е задържан, но след като излага пред следствието доказателства за колаборационизма на Тодоров, е освободен.